# Añjela Duval
Pour les articles homonymes, voir Duval.
Añjela Duval, nom de plume de Marie-Angèle Duval, née le 3 avril 1905 au Vieux-Marché (dans les Côtes-du-Nord), et morte le 7 novembre 1981 à Lannion (Côtes-du-Nord), est une poète de langue bretonne contemporaine.

## Biographie

### Famille et débuts
Añjela Duval est née en 1905 au sein d'une famille de cultivateurs modestes,. Elle grandit en tant que fille unique, sa sœur aînée, Maia (restée présente dans certains poèmes), ainsi qu'un frère sont morts avant sa naissance.
Elle fréquente l'école chez les sœurs dans la commune voisine de Trégrom jusqu'en 1917, où elle apprend à lire et écrire le breton et le français. Puis, victime d'une maladie des os, elle suit ensuite quelques cours par correspondance pour les jeunes filles du milieu rural[réf. souhaitée].
Elle reste célibataire, refusant de suivre un marin fréquenté dans les années 1920, qu'elle évoque dans son poème Karantez Vro.
Elle reprend la ferme de ses parents, auxquels elle était très attachée, après la mort de son père en 1941, et de sa mère en 1951. Elle passe toute sa vie à Traoñ an Dour au Vieux-Marché en tant que paysanne.

### Activité littéraire
Elle rédige de premiers poèmes en breton à la fin des années 1950. Elle écrit le soir, après sa journée de travail à la ferme, sur des cahiers, aux dos d'enveloppes ou sur divers bouts de papier récupérés.
Ses textes commencent à être publiés en 1962 dans plusieurs revues. S'étant mise en quête de quelques revues en langue bretonne, on lui aurait indiqué Ar Bed Keltiek, une revue généraliste dirigée par Roparz Hemon[Selon qui ?]. Selon d'autres sources[Lesquelles ?], on doit à l'abbé Marsel Klerg, directeur de la revue catholique Barr-heol, de l'avoir découverte[réf. nécessaire].
Añjela Duval se fait connaître plus largement du public français par l'émission d'André Voisin Les Conteurs en 1971. Cela participe à sa notoriété et elle reçoit de nombreuses visites, notamment de la part des artistes bretons Paol Keineg, Yann-Ber Piriou, Gilles Servat. Elle devient un symbole du revival breton, et pour l'Emsav.
Dans sa poésie en vers libre caractérisée par des rimes intérieures et des allitérations, elle évoque sa vie quotidienne, ses animaux, ses souffrances. À une période marquée par le recul de la langue bretonne, une politique de remembrement, et l'exode rural, ses poèmes expriment au contraire son attachement à la Bretagne, à sa langue maternelle, à sa terre et à sa vie de paysanne.

### Engagement politique
Añjela Duval soutient des militants du Front de Libération de la Bretagne en leur écrivant alors qu'ils sont incarcérés, et dans son poème Kounnar ruz (la colère rouge). En 1979, elle écrit au président d'un tribunal chargé de juger des militants bretons. Elle écrit au procureur de la République pour s'opposer au projet de centrale nucléaire de Plogoff.
Ses prises de position concernant l'évolution de l'agriculture peuvent être vues a posteriori comme proche de l'écologie politique,,.
Elle participe au mouvement Ar Falz pour favoriser l'enseignement du breton.
De manière générale, sa poésie est une poésie engagée pour la défense de son pays et de sa langue.

### Mort
Elle meurt en 1981, à l’hôpital de Lannion, à 76 ans.

## Œuvres
- Kan an douar. Brest, Al Liamm, Le Chant de la terre, 1973.
- Traoñ an Dour (recueil posthume), éditions Al Liamm, 1982.
- Tad-kozh Roperz-Huon (1822-1902), Hor Yezh, 1982, 1992.
- Me, Anjela, Mouladurioù Hor Yezh, 1986,  (ISBN 2-86863-023-5).
- Rouzig ar gwiñver, Éditions An Here 1989.
- Stourm a ran war bep tachenn, Éditions Mignoned Anjela, 1998.
- Oberenn glok (œuvre complète), 2000, 2005, Éditions Mignoned Anjela  (ISBN 2951266839).

### En traduction
- Lenora Timm, A Modern Breton Political Poet, Anjela Duval A Biography and an Anthology, Studies in French Literature Number 5, Edwin Mellen Press,  (ISBN 0-88946-570-3), 1990.
- Au fil des saisons - Gant ar mareoù-bloaz, (bilingue, version française de Pierre-Jakez Hélias), Coop Breizh, 1995.
- Quatre Poires, (bilingue, version française de Paol Keineg), Éditions Mignoned Anjela, 2005.

## Hommages

### Musique
Gilles Servat, qui a appris en grande partie le breton à Traoñ an Dour, lui consacre une chanson justement intitulée Traoñ an Dour, la première qu'il ait créée en breton.
On retrouve quelques-uns de ses plus célèbres poèmes chantés par divers artistes de la chanson bretonne contemporaine comme An alc'hwez aour (La Clé d'or) interprété par Gwennyn dans son album En tu all, ou Karantez vro (L'Amour du pays) mis en musique et interprété par Véronique Autret et repris par Nolwenn Leroy dans son album Bretonne. On retrouve plusieurs de ses poèmes dans l'album EUSA de Yann Tiersen, sorti en 2016. En octobre 2021, Annie Ebrel sort l'album Lellig, inspiré des poèmes d'Añjela Duval.

### Littérature
La poétesse Jeanne Bluteau lui consacre un poème de son recueil Petite Navigation celtique, en 1979.
En 2018 paraît un roman graphique bilingue intitulé Anjela, dessiné par Christelle le Guen et édité par l'association Mignoned Anjela,. Ce livre dresse un portrait de la poétesse basé sur ses écrits et ses interviews.
Ses œuvres complètes ont paru sous le titre Oberenn glok en 2000. Tirées à 1 000 exemplaires et rapidement épuisées, elles ont été rééditées en 2005, à l’occasion du centième anniversaire de sa naissance[réf. nécessaire].
Ses archives sont conservées à la médiathèque de Lannion.

### Télévision
La série de France.tv Slash Déter a lieu dans le lycée fictif Anjela Duval.

### Lieux
De nombreuses rues (à Plérin, Châteauneuf-du-Faou, Bain-de-Bretagne, Concarneau, Pordic, Lannion, Plabennec, Carhaix-Plouguer, Thorigné-Fouillard, Montreuil-le-Gast, etc.) portent son nom, ainsi que des écoles (à Landrévarzec, Kergloff, Saint-Péver), des médiathèques (à Plougastel-Daoulas, Riantec), un parc (à Tréguier) et le service médico-psychologique de l'hôpital Morvan à Brest.
En 2011, à l'occasion du trentième anniversaire de sa mort, l'Association Chas plasenn Anjela-Duval organise une collecte de fonds afin d'ériger un granite à son effigie, sur la place du Vieux-Marché. L'œuvre de Roland Carrée a été inaugurée le 6 novembre 2011.